# Landnámabók

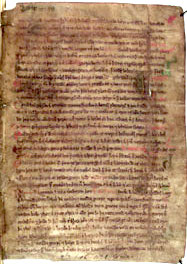
Pagina uit het manuscript

Het Landnámabók (Boek der landname, vaak afgekort tot Landnáma) is een middeleeuws IJslands manuscript dat tot in detail de kolonisatie van IJsland (IJslands: landnám) van 870 tot 930 n.Chr. door overwegend Noorse kolonisten beschrijft. Na een korte inleiding waarin de ontdekking en naamgeving van IJsland uiteen wordt gezet, begint de landname met de aankomst van Ingólfur Arnarson en het in bezit nemen van het gebied rondom wat nu Reykjavík is. Vervolgens worden de overige kolonisten genoemd, en worden de afstammelingen daarvan opgesomd. Dit gaat door tot in de 12e eeuw, samen met enkele belangrijke historische gebeurtenissen. Er worden meer dan 3000 personen en zo’n 1400 nederzettingen en locaties beschreven. Het Landnámabók noemt 435 mensen als originele kolonisten, waarvan het merendeel land in het noorden en zuidwesten van IJsland in gebruik nam.
Het Landnámabók is een uniek document over de vroege IJslandse geschiedenis en is een belangrijke genealogische bron voor de huidige IJslanders. Het Landnámabók is voor het grootste deel geschreven door Ari Þorgilsson, die het verhaal van ontdekking van IJsland en de kolonisatie van de westelijke, noordelijke en zuidelijke delen beschreef. Kolskeggr Ásbjarnarson schreef het laatste deel, de kolonisatie van Oost-IJsland. Het origineel is verloren gegaan.
Het werk van Ari en Kolskeggr is meerdere malen gereviseerd, en er bestaan drie versies van het Landnámabók:
- De oudste versie is het Sturlubók door Sturla Þórðarson (1214–1284). Dit werk is vermoedelijk rond 1275–1280 geschreven, en is het enige werk dat in zijn geheel behouden is gebleven.
- De tweede versie is het Hauksbók door Haukr Erlendsson, dat op het Sturlubók en op een verloren gegane gereviseerde versie van een zekere Styrmir Kárason de Geleerde is gebaseerd. Dit boek is ergens tussen 1306 en 1308 samengesteld, maar is niet (meer) volledig.
- De derde versie is het Melabók. Dit werk is waarschijnlijk door Snorri Markússon (1313) uit Melar in het district Melasveit geschreven. Het werk is slechts fragmentarisch en bestaat uit twee perkamenten delen. Het Melabók is de enige versie die de oorspronkelijke tekst het beste heeft overgeleverd.

Daarnaast bestaan er nog twee andere werken:
- Delen van het Melabók bevinden zich in het door Þórður Jónsson uit Hítardalur samengestelde Þórðarbók, een versie van het Landnámabók uit de 17e eeuw.
- Iets ouder is het Skarðsárbók, dat in 1636 door Björn Jónsson is samengesteld. Hij maakte daarbij gebruik van het Sturlubók en het Hauksbók.